# Poligače
Poligače (raže; lat. Batoidea), infrarazred riba hrskavičnjača iz razreda  Elasmobranchii unutar kojega čine prve rođake morskim psima (Selachii). Tijelo im je uglavnom oblika romba, kod nekih plosnato s vitkim bičastim repom na čijem se kraju nalazi otrovna bodlja. Škržni su otvori na donjoj strani, prsne peraje su jake, a na trbušnim perajama mužjaka nalaze privjesci za kopulaciju. Ženke kod nekih rađaju žive mlade a neke vrste nesu jaja u čvrstoj ljusci.
Prilagođene su životu na dnu gdje se često zakopaju u pijesak.
U poligače pripadaju redovi:
- 1.) drhtulje (Torpediniformes) s glavnom porodicom  drhtuljki.
  - Hypnidae Gill, 1862
  - Narcinidae Gill, 1862
  - Narkidae Fowler, 1934
  - Platyrhinidae Jordan, 1923
  - Torpedinidae Henle, 1834
- 2.) ražolike ribe (Rajiformes) nekada uključivane porodice pravih raža (Rajidae), Anacanthobatidae, Arhynchobatidae, Crurirajidae i ražopsi (Rhinobatidae); 
  - Anacanthobatidae von Bonde & Swart, 1923
  - Arhynchobatidae Fowler, 1934
  - Gurgesiellidae de Buen, 1959
  - Rajidae de Blainville, 1816
- 3.) golubovke (Myliobatiformes) 
  - Aetobatidae Agassiz, 1858
  - Dasyatidae Jordan & Gilbert, 1879, žutulje
  - Gymnuridae Fowler, 1934, Leptirice
  - Hexatrygonidae Heemstra & Smith, 1980
  - Mobulidae Gill, 1893
  - Myliobatidae Bonaparte, 1835, morski golubovi
  - Plesiobatidae Nishida, 1990
  - Potamotrygonidae Garman, 1877, slatkovodne raže
  - Rhinopteridae Jordan & Evermann, 1896
  - Urolophidae Müller & Henle, 1841
  - Urotrygonidae McEachran, Dunn & Miyake, 1996
  - Zanobatidae Fowler, 1934
- 4.) pilaši (Rhinopristiformes) nekada na samo jednu porodicu Pilaši (Pristidae) s rodovima Anoxypristis i Pristis. Od ostalih poligalča najviše se razlikuju, a karakteristična im je produžena njuška oblika pile.
  - Glaucostegidae Last, Séret & Naylor, 2016
  - Pristidae Bonaparte, 1835
  - Rhinidae Müller & Henle, 1841
  - Rhinobatidae Bonaparte, 1835
  - Trygonorrhinidae Last, Séret & Naylor, 2016

## Vanjske poveznice
|  | Zajednički poslužitelj ima još gradiva o temi Batoidea |
|  | Wikivrste imaju podatke o taksonu Rajomorphii          |